# 中了40億圓樂透的我要搬到異世界去住了
《中了40億圓樂透的我要搬到異世界去住了》是日本作家所著的輕小說系列，2010年8月至2024年1月於成為小說家吧上連載；2014年7月至2024年1月經雙葉社旗下怪物文庫發行實體書，由黑獅子擔綱插畫。
截至2021年5月，本作系列累積發行超過160萬本。改編漫畫在2024「BookLive!讀者票選」的「讀者票選推薦最佳100部異世界漫畫」的排行榜中，位居少年漫畫·青年漫畫的第50名。

## 故事概要

### 設定
本系列作的世界觀為地球和異世界並存的世界，作中的日本社會處於智慧型手機普及的時代，而異世界的建設、文化、制度則被設定於貼近現實的中世紀，技術和生活水平低於地球的現代社會，但存在著神明、怪物、魔法、貴族制度和奴隸制度，以「亞爾」作為基本貨幣單位。兩個世界之間也存在著特殊途徑讓地球人能往返於異世界。

### 劇情
本作採取第三人稱作為敘事視角，講述日本青年志野一良的奇遇經歷。一良原本是個在日本生活的平凡上班族，他在某日下班途中偶然光顧彩券行投注彩券，意外獲得價值日幣40億圓的樂透鉅額獎金，但伴隨獲獎而來的是許多覬覦錢財的人士騷擾，為了躲避風頭選擇遷居老家祖先置產於山區的住房。他在探索新住處環境的過程穿越並發現和現代地球社會截然不同的世界，開始往返兩個世界之間，運用持有金額和地球的知識資源幫助異世界人士。與此同時，他的行動也逐漸對兩個世界的居民產生不同程度的影響。

## 角色列表

### 主要角色
志野一良
本作男主角。故事開始時25歲，雙親是小工廠的原業者。一良原本是居住在日本的上班族，因為偶然在下班途中光顧彩券行中了高達日幣40億圓的樂透獎金，以「要回老家繼承父母經營的小工廠」爲由向公司辭職，但同時引來耳聞風聲的人們的覬覦騷擾，向父親探聽躲避風頭的住處時獲知祖先在群馬縣山區留有住屋，向父親匯款5億圓後搬往祖宅，意外在探索祖宅的過程通往異世界。此後為幫助異世界居民，頻繁藉由祖宅的通道來往地球與異世界，運用來自地球的知識和資源逐步在異世界建立人脈、改善異世界生活，亦在郊區經營個人的花草茶專賣店。他從地球帶往異世界的食品和藥物能讓異世界居民大幅改善增強體質，但自身無法透過攝取異世界的食物獲得養分，在僅攝食異世界食物的狀態長達三天便會處於低血糖狀態。。
初期被「葛利夏村」多數居民誤認為傳說中的慈悲之神葛雷西歐爾，僅有薇蕾塔等少數人士理解真相。
薇蕾塔
本作女主角。一良抵達異世界後邂逅的少女，故事開始時15歲。個性善良且聰明伶俐，長期參與村莊勞務擁有一定的體力水準。兒時母親早逝，與身為村長的父親巴林相依為命。故事開始時由於居住的「葛利夏村」居民飽受疾病所苦，連父親也跟著生病，適逢一良造訪異世界而向他求助，拜一良所賜改善健康狀況。隨著一良居住在村子裡，成為村莊裡最先理解一良來自異世界而非葛雷西歐爾的異世界人士，開始跟他學習包含日語在內的日本相關知識，同時和村民們幫助一良熟悉異世界的環境和制度，對一良有好感。
莉婕·伊斯提
「伊斯提領地」的領主千金，艾薩克·圖倫的心儀對象故事開始時15歲。精於劍術和槍術。故事開始時個性任性彆扭，對外會假裝溫柔娴淑收取求婚者的禮物，實質厭惡窮追不捨的追求者，嚮往高檔的貴族生活。3歲時生母病故，5歲時父親再娶吉珂妮亞。認為艾薩克的思考模式和父親相似，對他不以為然而迴避與之發展感情關係。在伊斯提利亞和艾菈逛街期間因為艾菈不慎碰撞一良，上前關切的過程誤觸一良的打火機一度引發騷動，向護衛解釋原由釐清誤會。

### 異世界登場角色

#### 阿爾卡迪亞王國
一良抵達異世界的第一個王國，故事開始的十年前和巴貝爾展開為期六年的戰爭，直至故事開始的四年前巴貝爾被多國聯軍牽制宣布休戰八年。受戰爭影響男女必須接受徵召從軍，年輕人口大幅減少且糧食產量低落常處饑荒，人口增長停滯，國境設備老舊失修和衛生環境欠佳、洪水經常氾濫成為該國的憂患。

##### 伊斯提領地相關者
納爾森·伊斯提
伊斯提領地的領主，莉婕的父親。從王家獲賜領土，為人雄才大略，會依據實際狀況適當調節政策，以武勇和建立多項戰功稱譽異世界，被稱爲阿爾卡迪亞之盾。在第一任妻子（莉婕的母親）病故後娶吉珂妮亞續弦。知曉艾薩克心儀莉婕的情事。因為聽聞艾薩克回報「葛利夏村」改善生活的狀況感到驚訝，提醒艾薩克應該熟悉當地狀況和勉勵其精進經驗。
吉珂妮亞·伊斯提
納爾森政治聯姻的繼室。負責管理伊斯提領地的軍事部門，輔佐納爾森。故事開始時26歲。農民出身的平民女性，由於巴貝爾的襲擊失去親人和家園，於16歲時嫁給納爾森，原本和莉婕關係融洽，但由於吉珂妮亞擅作主張篩選會見莉婕的人選，連帶引起被拒絕的貴族的不滿，造成莉婕對吉珂妮亞抱持不滿，重視軍備更勝內政的方針更和主張穩定內政的納爾森等人產生分歧。採取嚴苛訓練軍隊的管理作風。
艾菈
服侍莉婕的貼身侍女，深受莉婕信任。對莉婕不願和艾薩克交往感到疑惑，同情艾薩克。陪同莉婕在伊斯提利亞逛街時不慎擦撞到一良，意外撿到一良帶在身上的人工蛋白石項鏈墜飾。
艾薩克·圖倫
納爾森的部屬，擔任部隊指揮官。相貌端正且個性誠懇認真的青年。高階貴族出身，帶領部隊成員均為貴族，喜歡莉婕。故事初期奉命前來調查確認「葛利夏村」的經濟和生活狀況，對「葛利夏村」運用技術引用河水和改善生活的狀況感到意外，獲悉一良並非該世界的原生居民開始留意對方，試圖脅持一良但經過薇蕾塔居中斡旋，相信一良是「葛雷西歐爾」放過對方，聽從其建議著手改善領土問題。
哈伯·利維森
艾薩克的所屬副官。和艾薩克同齡但家世貴族階級次於對方。冷靜俱備判斷力。對吉珂妮亞的斯巴達式訓練風格不敢苟同。在艾薩克脅持一良的事件命令部屬不可作出越矩行動。
瑪麗
利維森家族的女傭。在哈伯帶領一良等人造訪宅邸期間協助招待服侍一行人，在一良準備更衣期間試圖脫下他的衣物的舉動，讓一良避之唯恐不及。
巴林
薇蕾塔的父親，伊斯提領地的轄下村莊「葛利夏村」的村長。一良抵達異世界後遇見的第一名村長，為人正派。故事開始時因為生病導致體質虛弱，服用了一良匆忙間給予的能量飲料和地球的藥物（胃藥和退燒藥）後恢復健康，拜一良解囊添購捐贈藥物和生活資源所賜成功遏止村莊的病情，同意讓一良居住在村莊裡一段期間。
柯爾茲
「葛利夏村」的小男孩。對一良的地球衣裝和所屬世界格格不入產生好奇心，被母親遏止。曾經和妙菈試圖跟蹤往返地球和異世界的一良但以失敗告終。後來在艾薩克探訪巡查村莊期間向他透露一良製造水車改良村莊飲水的措施。
妙菈
「葛利夏村」的6歲小女孩。個性勤勉經常幫助村莊事務，和柯爾茲要好，曾經試圖勸阻柯爾茲跟蹤往返地球和異世界的一良。因為父母要協助前往伊斯提利亞的一良而跟著隨行。
洛德
「葛利夏村」的村民，妙菈的父親。擁有敏銳的視力，擅長狩獵，曾經參軍故有一定戰鬥經驗。因為一良需要前往前往伊斯提利亞，偕同妻女隨行協助背負貨物。
塔娜
「葛利夏村」的村民，洛德的妻子兼妙菈的父親。因為一良需要前往前往伊斯提利亞，偕同丈夫和女兒協助背負貨物。
尼貝·斐迪南
古雷葛倫地方的中年富商，把持著伊斯提利亞進口古雷葛倫所産的食鹽貿易。經常藉故邀約莉婕作為伊斯提家購得食鹽折扣的條件，對莉婕常態性騷擾。

##### 戴亞斯領地相關者
戴亞斯
戴亞斯領地的領主。精於營商向皇家貢獻大筆金錢。擁有私人兵團。對轄下統治地區實施嚴政管理。因為對繳不起貢獻資源的男性會強賣給奴隸商人，也會玩弄再賣掉外型姣好的女性的行事作風。被一良評作「以人類而言是個人渣，不過是個很會賺錢的貴族」。

#### 異世界神明
席普西歐爾
異世界的水神，司掌包含降雨在內的職責，性情反覆無常。
奧瑪西歐爾
異世界的戰神。
葛雷西歐爾
異世界的慈悲與豐收之神，久遠前曾經救助「葛利夏村」的居民和制裁對自己不利的領主。

### 地球登場角色
志野一良的上司
本名不詳。在故事開頭由於一良向公司提出辭呈，以爲是自己對一良太嚴格才會令他想辭職，在聽聞一良以繼承老家工廠為由的說詞後，接受一良的選擇並溫和勉勵祝福對方。
志野真治 &  志野睦
一良的父母。夫婦倆原本是在家鄉經營小型工廠的業者，在工廠幾乎不接單後，憑著多年累積的積蓄過著到處旅行和基于興趣租一小片農地種菜的生活。對祖宅能通往異世界一事不知情。十分關切一良的生活。在一良為躲避聞訊而來的人士時，向一良提供祖宅的訊息而獲得一良5億日圓的匯款，亦向熟識的地主借琦玉縣的土地讓一良從事農務。

## 創作過程
本系列作是作者すずの木くろ執筆著作的作品，作者在小說第一卷的後記中表示，他在著作本系列作小說首卷的期間，由於家裡的農作物頻繁遭附近住戶偷竊、當時任職的公司工作量繁忙、爭取轉職偏逢需要加蓋兩代同堂的房屋，雙親協商造成的壓力造成其健康狀況受影響，以致於完成小說首卷前有斷續數個月的期間無法寫作。

## 出版書籍

### 輕小說
| 卷數 | 雙葉社         | 雙葉社                 | 東立出版社     | 東立出版社             |
| 卷數 | 發售日期       | ISBN                   | 發售日期       | ISBN                   |
| ---- | -------------- | ---------------------- | -------------- | ---------------------- |
| 1    | 2014年7月30日  | ISBN 978-4-575-75001-0 | 2015年4月23日  | ISBN 978-986-431-143-9 |
| 2    | 2014年11月29日 | ISBN 978-4-575-75014-0 | 2015年12月14日 | ISBN 978-986-462-602-1 |
| 3    | 2015年4月30日  | ISBN 978-4-575-75036-2 | 2016年10月17日 | ISBN 978-986-482-095-5 |
| 4    | 2015年9月30日  | ISBN 978-4-575-75056-0 | 2017年3月23日  | ISBN 978-986-482-828-9 |
| 5    | 2016年2月29日  | ISBN 978-4-575-75076-8 | 2017年10月23日 | ISBN 978-986-486-918-3 |
| 6    | 2016年10月29日 | ISBN 978-4-575-75105-5 | 2019年5月30日  | ISBN 978-957-261-741-0 |
| 7    | 2017年7月29日  | ISBN 978-4-575-75148-2 | 2019年12月12日 | ISBN 978-957-264-456-0 |
| 8    | 2018年4月28日  | ISBN 978-4-575-75199-4 | 2020年12月3日  | ISBN 978-957-265-788-1 |
| 9    | 2018年12月28日 | ISBN 978-4-575-75233-5 |                |                        |
| 10   | 2019年7月31日  | ISBN 978-4-575-75247-2 |                |                        |
| 11   | 2020年2月29日  | ISBN 978-4-575-75264-9 |                |                        |
| 12   | 2020年8月31日  | ISBN 978-4-575-75274-8 |                |                        |
| 13   | 2021年2月27日  | ISBN 978-4-575-75285-4 |                |                        |
| 14   | 2021年8月30日  | ISBN 978-4-575-75296-0 |                |                        |
| 15   | 2022年4月28日  | ISBN 978-4-575-75305-9 |                |                        |
| 16   | 2022年10月28日 | ISBN 978-4-575-75315-8 |                |                        |
| 17   | 2023年5月30日  | ISBN 978-4-575-75326-4 |                |                        |
| 18   | 2024年1月30日  | ISBN 978-4-575-75335-6 |                |                        |

### 漫畫
中了40億圓樂透的我要搬到異世界去住了
| 卷數 | KADOKAWA       | KADOKAWA               |
| 卷數 | 發售日期       | ISBN                   |
| ---- | -------------- | ---------------------- |
| 1    | 2017年4月22日  | ISBN 978-4-04-069069-8 |
| 2    | 2017年10月23日 | ISBN 978-4-04-069471-9 |
| 3    | 2018年3月22日  | ISBN 978-4-04-069772-7 |
| 4    | 2018年9月22日  | ISBN 978-4-04-065104-0 |
| 5    | 2019年3月20日  | ISBN 978-4-04-065571-0 |
| 6    | 2019年9月20日  | ISBN 978-4-04-064048-8 |
| 7    | 2020年3月23日  | ISBN 978-4-04-064464-6 |
| 8    | 2020年9月23日  | ISBN 978-4-04-064902-3 |
| 9    | 2021年3月22日  | ISBN 978-4-04-680285-9 |
| 10   | 2021年8月20日  | ISBN 978-4-04-680666-6 |
| 11   | 2022年2月21日  | ISBN 978-4-04-681146-2 |
| 12   | 2022年8月20日  | ISBN 978-4-04-681624-5 |
| 13   | 2023年3月23日  | ISBN 978-4-04-682273-4 |
| 14   | 2023年8月23日  | ISBN 978-4-04-682709-8 |
| 15   | 2024年3月23日  | ISBN 978-4-04-683402-7 |
| 16   | 2024年7月22日  | ISBN 978-4-04-683767-7 |
| 17   | 2025年3月22日  | ISBN 978-4-04-684597-9 |
| 18   | 2025年7月23日  | ISBN 978-4-04-684914-4 |

中了40億圓樂透的我要搬到異世界去住了 
| 卷數 | 雙葉社         | 雙葉社                 |
| 卷數 | 發售日期       | ISBN                   |
| ---- | -------------- | ---------------------- |
| 1    | 2020年8月31日  | ISBN 978-4-575-41147-8 |
| 2    | 2021年2月15日  | ISBN 978-4-575-41207-9 |
| 3    | 2021年8月30日  | ISBN 978-4-575-41288-8 |
| 4    | 2022年2月28日  | ISBN 978-4-575-41375-5 |
| 5    | 2022年10月14日 | ISBN 978-4-575-41510-0 |
| 6    | 2023年4月14日  | ISBN 978-4-575-41630-5 |

## 外部連結
- 成為小說家吧官方網站（日語）
- 漫畫連載網站（日語）